# 马萨葡萄园岛

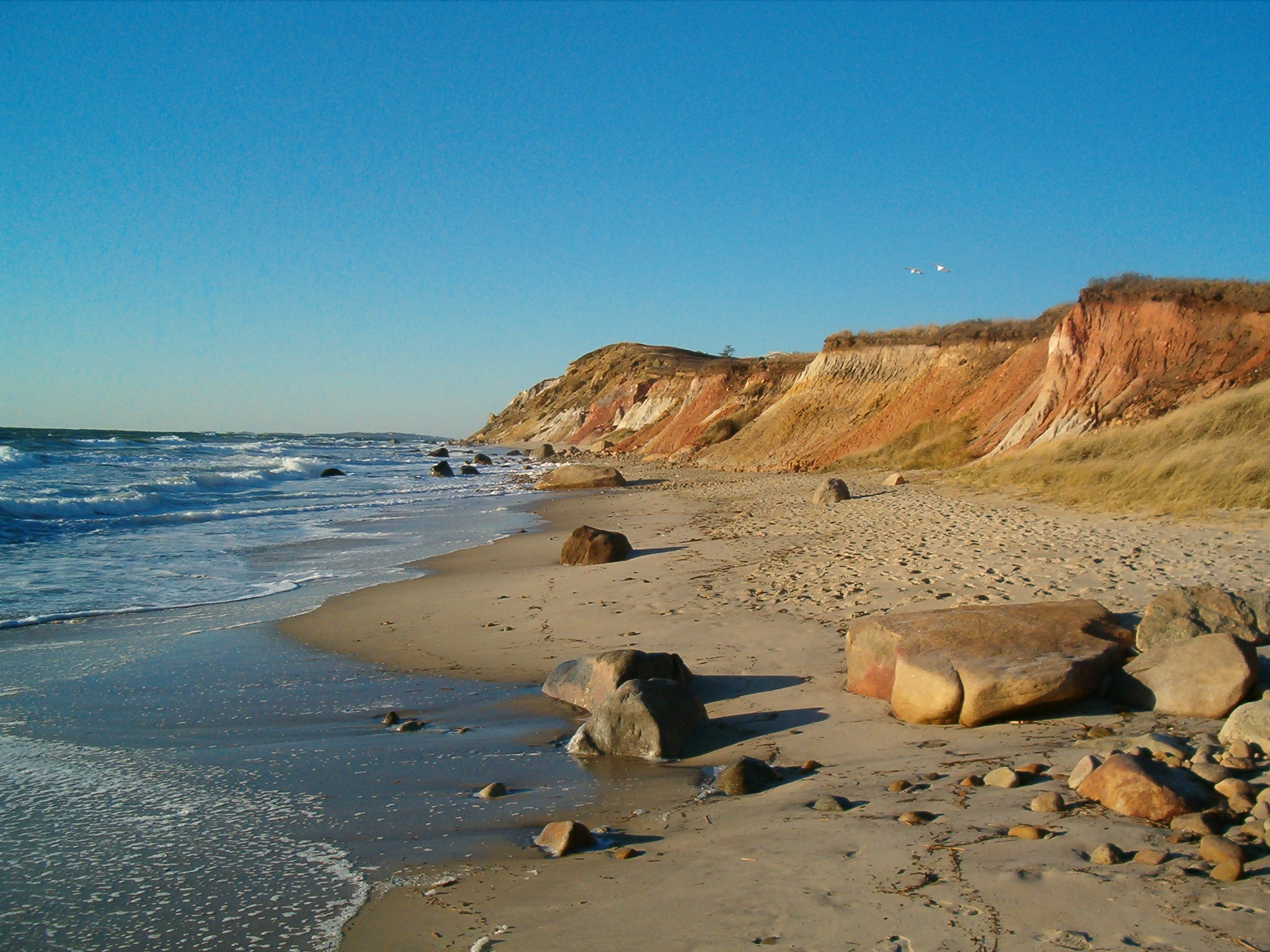
馬薩葡萄園島上的断崖

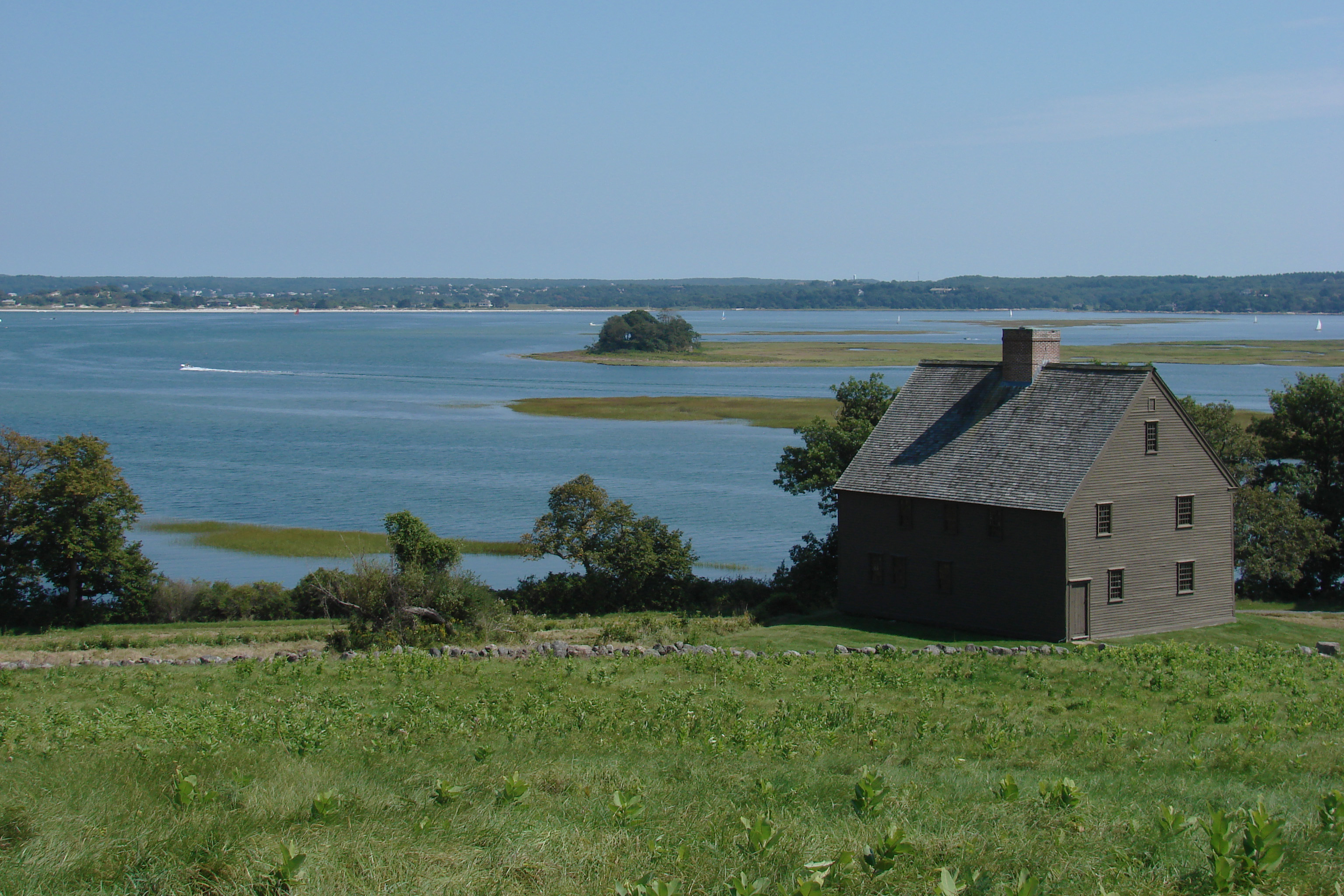
島上民居

马萨葡萄园岛（英語：Martha's Vineyard），常被简称为“葡萄园岛”，是美国马萨诸塞州外海一岛屿，位于鳕鱼角（Cape Cod）以南，面积231.75平方公里，属马萨诸塞州杜克斯郡（Dukes county）管辖。该岛是美国著名的度假胜地，许多富豪在岛上拥有豪宅，由美国最早的殖民者之一托马斯·梅耶立。

## 历史
长期住在这个岛屿上的许多人以海为生。在这个岛上的一些渔民和农民与几个世纪前在此定居的欧洲人有关。历史学家说英国制图师巴塞洛缪·高斯诺德1602年为了英国统治者的需要第一个为这个岛屿制作了地图，高斯诺德说为了纪念他的小女儿——马萨，而以此名字命名这个岛屿，这个名字中的另一部分，葡萄园是来自高斯诺德在此岛屿上所发现的许多葡萄藤。后来，英国查尔斯国王把这个岛屿给了马萨诸塞湾殖民地的商人托马斯·梅耶，托马斯·梅耶的儿子于1642年在这个岛屿的埃德加镇建立了第一个欧洲殖民地。万帕诺亚格印第安人教会殖民者捕鲸。在19世纪中期以前，埃德加镇和葡萄园港的人们都以捕鲸谋生。然而，在美国内战后，游客开始为这个岛屿居民提供绝大部分的收入。1835年，卫理公会教堂在将成为橡木崖镇的地方举行了一个野营集会，有些野营者继续留在这个地方，并在此建了小房子。到19世纪中期，来自美国内陆的船只开始把游客带到这个岛屿上，在这个小镇靠近海边的大旅馆开始建起来了，瑪莎葡萄园就在这条旅游线上，至今成为游客的聚集中心。
1963年，语言学者威廉·拉波夫以马萨葡萄园岛方言为研究对象撰写硕士论文，该论文被视为社会语言学研究的基础。
1969年，发生查帕奎迪克事件。2022年，該島发生移民危机。

## 居民
许多高调居民如电影明星、政治家、作家、艺术家，连同居民募捐活动和福利活动，提高人们对葡萄园生态系统的保护和对社区组织和服务的支持。最为人知的名人居住或经常访问此岛，如：美国前总统克林顿與妻子希拉蕊·柯林頓、喜剧演员和脱口秀主持人大衛·賴特曼和音乐家卡莉·西蒙。
此外，已退休的主持人沃尔特·克朗凯特和迈克·华莱士是此地的夏季居民。其他常见的名人还包括电影导演斯派克·李、律师梁家杰、喜剧演员丹·艾克罗伊德与吉姆·贝鲁希、政治人物弗农·乔丹、电视新闻记者黛安·索耶与夏林·亨特-高尔特。近年来，这里也吸引了一系列名人游客，包括比尔·默里、杰克·吉伦哈尔、《霹雳娇娃》的凯特·杰克逊、汤姆·威灵、沃伦·巴菲特、玛姬·吉伦哈尔、泰德·丹森、玛丽·斯汀伯根、卡莉·西蒙、詹姆斯·泰勒、彼得·西蒙、阿尔弗雷德·艾森施泰特、唐娜·迪克森、约翰·贝鲁希、迈克尔·J·福克斯、威廉·F·巴克利、艾伦·德肖维茨、前美国参议员比尔·布拉德利、戴安娜·罗斯、贝弗莉·西尔斯、阿特·布赫瓦尔德、大卫·莱特曼、Jay-Z、大卫·麦卡洛、凯瑟琳·格雷厄姆、贾桂琳·肯尼迪·奥纳西斯、戴安娜王妃、帕特丽夏·尼尔、卢克·威尔逊、欧文·威尔逊、汤姆·汉克斯、梅格·瑞恩等人。
除了全国知名人物在此岛上拥有房产外，这座岛也逐渐成为国际显赫犹太家庭的避暑胜地。最早的犹太家庭在20世纪90年代中期在岛上建造夏季别墅，如今已有许多富裕犹太家族，如罗森瓦尔德家族、皮尔斯伯里家族、弗莱施曼家族、蒂施曼家族、苏尔茨伯格家族和舍尔家族。
玛莎葡萄园岛也是许多艺术家和音乐家的居所，包括埃文·丹多、蒂姆·“强尼维加斯”·伯顿、雷·埃利斯、詹姆斯·泰勒、威利·梅森、迈克·尼科尔斯、Kahoots、大卫·麦卡洛。奥斯卡奖得主帕特丽夏·尼尔就在岛上拥有房产。保罗·麦卡特尼则在埃德加敦镇也拥有一處房產。
同样地，许多国家的富裕非洲裔美国人家庭，有着百年来该岛避暑的传统。这些家庭已在历史上代表了波士顿、华盛顿和纽约的黑人精英。今天，富裕的黑人家庭从各国来此度假，如法官、医生、商界行政人员、医师、律师、作家、政治家和教授。 历史存在的黑人居民对岛内造成绰号之一的橡树崖成为最受欢迎的海滩。称为“inkwell”，这个小海滩，是中环至橡树崖镇，有许多显著的非洲裔美国人家庭。

## 旅游
瑪莎葡萄园岛成为著名的旅游胜地，主要是因为它舒适的气候温度（夏季气温很少超过90华氏度）和大量迷人的海滩、峭壁、日落风光、航海捕鱼等许多有趣的故事。瑪莎葡萄园还因为它有高耸的悬崖能站在上面观看大西洋而闻名。一年中的绝大多数时间里，瑪莎岛的居民大约只有15000人，而到了夏天，旅游人数会激增到十万多。你只要环视周围，也许就能看到一些好莱坞的明星和其他富裕的、著名的人物。有些人乘船来到这里，包括一种既能运载乘客和又能运载汽车的轮船，其他人则乘飞机，岛上设有机场。许多名人年复一年地来到这里。
19世纪的美国前总统格兰特也是该岛的常客。他曾住在橡树崖镇的姜饼别墅因此而闻名。
斯蒂文·斯皮尔伯格在此拍摄电影《大白鲨》（1974年）。
美国前总统克林顿在其任职期间与妻子（美国参议员希拉里）和女儿（切尔西）来此岛度假，更使得该岛在近几年更是名声显赫。
1999年7月16日晚，小肯尼迪驾机，与他33岁的妻子和35岁的妻姐劳伦·贝塞特一起从新泽西州前往瑪莎葡萄园岛，准备从那里去海恩尼斯波特参加堂妹罗莉·肯尼迪的婚礼。飞机飞行途中失事，坠落大西洋。关于飞机失事的原因一直是个谜。
许多家庭带着他们的孩子在瑪莎葡萄园度过他们的暑假。对于家庭旅游而言一个著名的地方就是位于橡木崖的“飞马旋转木马场”，它是美国仍然在运转的最古老的旋转木马。对于小孩和大人游泳而言，最好的地方是约瑟夫·A·西尔维亚州立海滩，相对于一些其他葡萄园的海滩来说，这里的海水暖和而且平静。游客们经常在与海水相连的盖伊头崖那多彩的岩石脚下作长长的散步，当太阳消失时，崖岩那白色、黄色、红色和褐色进一步加深。人们也可以坐在迷妮麻萨渔村的海滩和岩石上欣赏日落，当太阳渐渐地从天空上落下时，它能在天空的云彩中绘画出黄、红和其他的颜色。当他们欣赏的太阳消失在大海中时，有些人为此提供了一种庆祝仪式。渔船随着海浪上下起伏，当黑暗笼罩海面时，钟声帮助引导渔船靠岸。该岛已被指定为官方美国葡萄种植区。 
马莎葡萄园的市镇和寂静的郊区为所有到此旅游的人们提供了居住的场所。在这个岛上的为游客提供的小旅馆和住房也许并不太贵，而其他宾馆则每晚需要花费数百美元。有些人自己准备食物从而能节省开支，其他人则在这个岛上的许多饭店中就餐。饥饿的游客喜欢位于葡萄园港几家著名的饭店，如黑狗酒店中的海鲜，而且他们可以在小商店停下来去买一些甜点，如冰淇淋和软糖。在暖和的葡萄园对于开展许多不同的活动来说是一个很好的地方，人们可以在这打高尔夫或捕鱼，他们还可以驾驶帆船和摩托船，他们还可以滑水和游泳，他们可以沿着沙滩和在浓密的树林中静静地散步，他们还可以拍摄一些出没于小小的淡水区域周围的鸟的照片，或者在许多农场周围的古老石墙上留影。